# 二烯丙巴比妥
二烯丙巴比妥（或，也称为阿洛巴比妥）是一种巴比妥类药物，分子式C10H12N2O3，是汽巴精化的科学家Ernst Preiswerk和Ernst Grether在1912年研发，主要用作抗惊厥药。